# Rolleston (ort i Australien)
Rolleston är en ort i Australien. Den ligger i kommunen Central Highlands och delstaten Queensland, omkring 550 kilometer nordväst om delstatshuvudstaden Brisbane.
Trakten runt Rolleston är nära nog obefolkad, med mindre än två invånare per kvadratkilometer..
Omgivningarna runt Rolleston är i huvudsak ett öppet busklandskap.  Genomsnittlig årsnederbörd är 806 millimeter. Den regnigaste månaden är januari, med i genomsnitt 163 mm nederbörd, och den torraste är augusti, med 12 mm nederbörd.